# Kobylské jezero
Kobylské jezero je jedno ze dvou poměrně nedávno zaniklých jezer jižní Moravy (druhé je Čejčské jezero). Svého času mohlo jít o největší jezero Českých zemí. Existovalo pravděpodobně od počátku holocénu; ve 30. letech 19. století (v době II. vojenského mapování) bylo vysušeno a přeměněno na ornou půdu pro pěstování cukrové řepy. Postupně se však v důsledku drobných tektonických pohybů a zanášení odvodňující říčky Trkmanky začalo jezero obnovovat a roku 1965 se znovu téměř naplnilo do původního stavu. Následným prohloubením odvodňovacích kanálů a rozsáhlými melioračními pracemi bylo Kobylské jezero natrvalo odvodněno.
Kobylské jezero se nacházelo na rozhraní dnešních okresů Břeclav a Hodonín, mezi obcemi Kobylí, Brumovice, Krumvíř a Terezín. První písemná zmínka o jezeru pochází z roku 1464. Jezero zaujímalo plochu asi 10 km2, bylo hluboké až 10 m a bylo bohaté na ryby. Bylo tvořeno brakickou (poloslanou) vodou a kolem se rozprostírala slaniska. Dnes na něj upomíná jen ryba ve znaku Kobylí, některé pomístní názvy (Jezero, Ostrůvek) a nápadně plochá kotlina někdejšího jezerního dna.